# Увек (микрорайон)
Уве́к (иногда: Береговой Увек) — микрорайон (бывший посёлок) на территории современного Саратова, на берегу Волги. Входит в Заводской район города.

## География
Микрорайон находится  на правом берегу Волги

### Уличная сеть
- Увекская улица[3]
- 1-й Увекский тупик[4]
- 2-й Увекский тупик[5]
- 3-й Увекский тупик[6]
- 1-й Увекский проезд[7]
- 2-й Увекский проезд[8]
- 3-й Увекский проезд[9]
- 4-й Увекский проезд[10]
- 5-й Увекский проезд[11]
- 6-й Увекский проезд[12]
- 7-й Увекский проезд[13]
- 8-й Увекский проезд[14]
- 9-й Увекский проезд[15]
- 10-й Увекский проезд[16]
- 11-й Увекский проезд[17]
- 12-й Увекский проезд[18]
- 13-й Увекский проезд[19]
- 14-й Увекский проезд[20]
- 15-й Увекский проезд[21]

## Топоним
Второе название Береговой Увек — название посёлка городского типа, включённый в городскую черту в 1933 году.
Микрорайон и его уличная сеть сохраняет опосредованно название одного из крупнейших городов Золотой Орды — Укек, окончательно погибшего в 1395 году от войск Тамерлана

## История
Микрорайон развивается с 1933 года на территории упразднённых селений: посёлка Набережный Увек (Береговой Увек) и села Ивановский Увек.
Активная частная застройка началась в 1970-х годах.

### Транспорт
- Железнодорожная станция (остановочный пункт) Увек[23]
- Железнодорожная станция (остановочный пункт) Правобережная[24].

## Достопримечательности
- Памятник мостостроителям, погибшим при аварии 4-го пролёта железнодорожного моста через Волгу 13 апреля 1934 г. и при аварии крана 8 января 1935 г. Погибших похоронили на Увекском кладбище, и был установлен памятник. Если зайти сзади, то можно увидеть, что для памятника использовали обломки конструкции моста. Памятник находится на улице Увекской, напротив дома 27, в посёлке Увек города Саратова.
- Храм Усекновения главы Иоанна Предтечи г. Саратова[25][26]
- Гора Увек[27] — поблизости, к югу от микрорайона.